# Tomislavci
Tomislavci (ćir.: Томиславци) je naselje u općini Bačka Topola u Sjevernobačkom okrugu u Vojvodini. Do 2003. godine nosilo je ime Orešković kada je službeno promijenjeno u današnji naziv.

## Stanovništvo
U naselju Tomislavci živi 696 stanovnika, od čega 567 punoljetan stanovnik s prosječnom starosti od 42,0 godina (39,9 kod muškaraca i 44,3 kod žena). U naselju ima 214 domaćinstva, a prosječan broj članova po domaćinstvu je 3,25.
Prema popisu iz 1991. godine u naselju je živjelo 629 stanovnika.
| Etnički sastav 2002. |            |        |
| Narod                | Stanovnika |        |
| Srbi                 | 657        | 94,39% |
| Mađari               | 15         | 2,15%  |
| Jugoslaveni          | 6          | 0,86%  |
| Hrvati               | 6          | 0,86%  |
| Crnogorci            | 3          | 0,43%  |
| Nijemci              | 2          | 0,28%  |
| Romi                 | 2          | 0,28%  |
| nepoznato            | 3          | 0,43%  |

| broj stanovnika | 1090  | 1036  | 1030  | 944   | 830   | 629   | 696   |
|                 | 1948. | 1953. | 1961. | 1971. | 1981. | 1991. | 2001. |

## Vanjske poveznice
- Karte, položaj vremenska prognoza  Arhivirana inačica izvorne stranice od 13. rujna 2009. (Wayback Machine)
- Satelitska snimka naselja  Arhivirana inačica izvorne stranice od 13. rujna 2009. (Wayback Machine)